# Antônio Martins Franco
Antônio Martins Franco (Campo Largo, 13 de junho de 1885 - Curitiba, 14 de setembro de 1969) foi um professor catedrático e desembargador brasileiro. Fez parte do grupo que fundou a primeira universidade brasileira, a Universidade do Paraná (atual UFPR), sendo professor catedrático no curso de Direito até 1952.

## Biografia
Filho de Evaristo Martins Franco e de Josefina de Souza, fez os estudos primários e preparatórios em Curitiba e formou-se em Direito na  Faculdade do Largo de São Francisco em 1909.
Iniciou carreira pública como promotor de justiça na comarca de Imbituva e logo em seguida, foi transferido para Palmeira, onde também exerceu o cargo de Inspetor escolar.
Na década de 1910, foi oficial de gabinete dos presidentes Carlos Cavalcanti e Afonso Camargo.
Em 1924, foi nomeado Juiz da  1ª Vara de Curitiba e em 1929, foi nomeado Procurador-Geral da Justiça do Estado do Paraná, sendo eleito presidente do Tribunal em 1931. Em 1933, assumiu a presidência do Tribunal Regional Eleitoral. 
Também foi Promotor Público da 2ª Vara da Capital do Paraná, Inspetor Judiciário, Juiz Municipal de São Mateus do Sul, Rio Negro e da cidade da Lapa.